# Jiang Zhichao
Jiang Zhichao (chinesisch 姜志超 Jiāng Zhìchāo; * 6. Januar 2005) ist eine chinesische Leichtathletin, die sich auf den Diskuswurf spezialisiert hat.

## Sportliche Laufbahn
Erste internationale Erfahrungen sammelte Jiang Zhichao im Jahr 2023, als sie bei den U20-Asienmeisterschaften in Yecheon mit einer Weite von 55,23 m die Silbermedaille im Diskuswurf gewann. Im Oktober nahm sie an den Asienspielen in Hangzhou teil und gewann dort mit 61,04 m die Silbermedaille hinter ihrer Landsfrau Feng Bin. Im Jahr darauf schied sie bei den Olympischen Sommerspielen in Paris mit 59,10 m in der Qualifikationsrunde aus. 2025 brachte sie bei den Asienmeisterschaften in Gumi keinen gültigen Versuch zustande, wie auch bei den World University Games im Juli in Bochum.